# 日乗
日乗（にちじょう、生年不詳 - 文明4年11月20日（1472年12月20日））は、日蓮正宗総本山大石寺第10世法主。

## 略歴
- 応仁元年（1467年）、9世日有より法の付嘱を受け、10世日乗として登座した。
- 文明2年（1470年）、法を11世日底に付嘱した。
- 文明4年11月20日（1472年12月20日）、10世日乗が死去した。

| 先代 日有 | 大石寺住職一覧 | 次代 日底 |